# スレイマン・シャー
スレイマン・シャー（オスマン語：سليمان شاه Süleyman Şah, 1178年 - 1227年）は、オスマン帝国の開祖オスマン1世の祖父。父はクタルムシュ、息子はエルトゥールル。

## 生涯
オスマン朝史家の手による伝承のうち、最も典型的な物では、スレイマン・シャーはイラン東部の町の支配者だった。しかし、モンゴルの侵入によってセルジューク朝とともに故地を追われ、一族を引き連れ西方に落ち延び、東アナトリアにたどり着いた。その後、スレイマンがユーフラテス川で事故死したという。

## 墓所
ユーフラテス川で溺死し、遺体はその近くに埋められ、現在その場所はジャベル・カレスィという城の中にあり、テュルク・メザル（Türk Mezarı, 「トルコの墓」）と呼ばれ、トルコ人の間で神聖視されている。この場所はフランスとトルコの間で1921年に交わされたアンカラ条約によって、フランス委任統治領シリアの中のトルコの飛び地となり、現在もトルコで唯一の飛び地である。1973年、タブカ・ダムの建設によって貯水池に沈められた。スレイマン・シャー霊廟は政府間の交渉によりアレッポ県 Karakozak村の近くの8,797m2の指定地に移された。今日ではトルコの国家憲兵（ジャンダルマ）がこの飛び地を警護している。

### シャー・フラト作戦
2015年2月中旬、スレイマン・シャーの霊廟の周辺をイスラーム過激派のISILが包囲し、トルコの警備兵との間で一触即発の事態となった。2015年2月22日、戦車39両、装甲車57台、軍用ヘリコプターなどを使用したトルコ軍による警備兵の救出作戦が実施され、事故で兵士1名が死亡したものの、作戦は成功した。なお、イスラーム国が利用しないよう、トルコの特殊部隊によって、スレイマン・シャー霊廟の建物は破壊され、棺はトルコ国境から約250メートル南のシリア領内の村に移動させた。
この作戦名はシャー・フラト作戦と呼ばれる。この作戦は、シリア北部を支配するクルド民主統一党との協力により実施され、39台の戦車、57台の装甲車、572人の兵士が参加し、駐屯中の38人を救助した。この作戦は、シリア政府やイランから批判されている。また、事実上、領土を失ったことからトルコの野党共和人民党にも批判されている。